# مهرجان تدمر السياحي
مهرجان تدمر السياحي يقام في مدينة تدمر التاريخية في سوريا سنويا، وهو مهرجان فني ثقافي سياحي كبير. يعرض فنون تدمر في اجواء البادية والوان من الفلكلور بما يحمله من عادات اصيلة ومميزة وهو مهرجان سياحي وفني وثقافي وفلكلوري.
يقام المهرجان في شهر أيار/مايو من كل عام وتشارك في فعالياته على مسرح ومدرج تدمر الأثري فرق فنية سورية وعربية وعالمية وفنانين وفنانات سوريين وعرب واجانب في ليالي معبد بل، ويشارك الشعراء وتقام سباقات الخيول العربية الاصيلة التي تشتهر بها المنطقة، ومسابقات للهجن والجمال وعروض فلكلورية من فنون تدمر والبادية إضافة لفرق الفنون الشعبية السورية وغيرها.
ويزدحم في أيام وليالي المهرجان سوق تدمر التي تزين محلاته وتعرض المصنوعات التراثية التدمرية والسورية من نحاسيات وتحف وهدايا وسجاد وبسط ملونة وادوات الحلى والزينة المصنوعة من الفضة والاحجار الكريمة والمسابح والملابس المطرزة التي تمثل الازياء التقليدية في تدمر والكثير من البضائع والمعروضات والمصنوعات التقليدية والتراثية السورية.